# Sønder Rubjerg
Sønder Rubjerg – miasto w Danii, w regionie Jutlandia Północna, w gminie Hjørring.